# Royaumes du Sahel
 (mai 2023).
Si vous disposez d'ouvrages ou d'articles de référence ou si vous connaissez des sites web de qualité traitant du thème abordé ici, merci de compléter l'article en donnant les références utiles à sa vérifiabilité et en les liant à la section « Notes et références ».

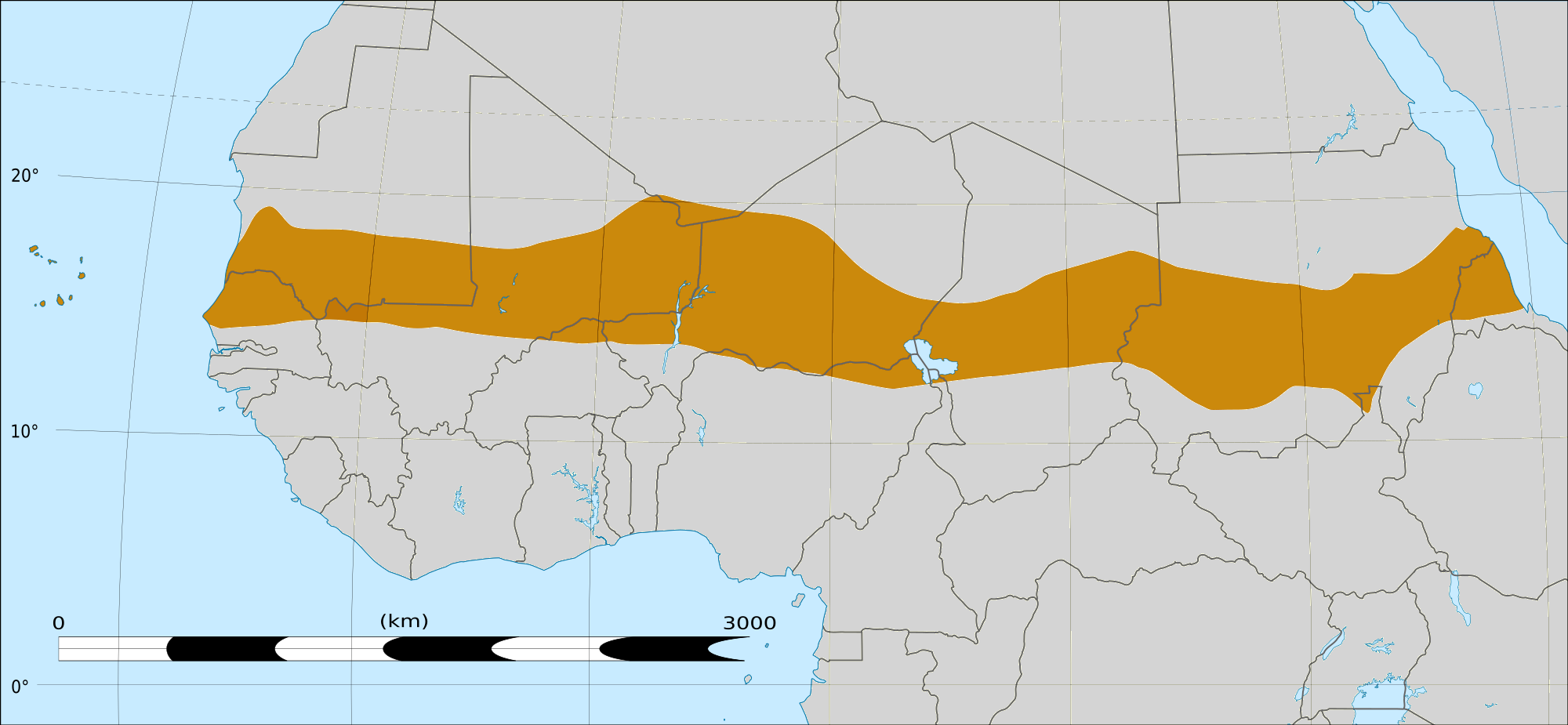
Le Sahel forme une ceinture pouvant atteindre 1 000 km de large, s'étendant de l'océan Atlantique à la mer Rouge.

Les royaumes du Sahel sont une série de royaumes et d'empires situés autour du Sahel (de la région des prairies au sud du Sahara), du VIIIe siècle au XIXe siècle. 
La richesse de ces États découle du contrôle des routes commerciales traversant le désert. 
La possession de gros animaux de somme comme les chameaux et les chevaux, assez rapides pour leur permettre de conserver sous contrôle de larges régions est a la base de leur pouvoir. 
Ces empires sont également assez décentralisés : les villes membres jouissant d'une grande autonomie.
Les États du Sahel étaient limités dans leur expansion vers le sud par la zone forestière des Abrons et des Yoruba. 
En effet, les guerriers à cheval étaient pratiquement inutiles dans les forêts et les bêtes ne pouvaient pas survivre aux maladies de la région.

## Économie

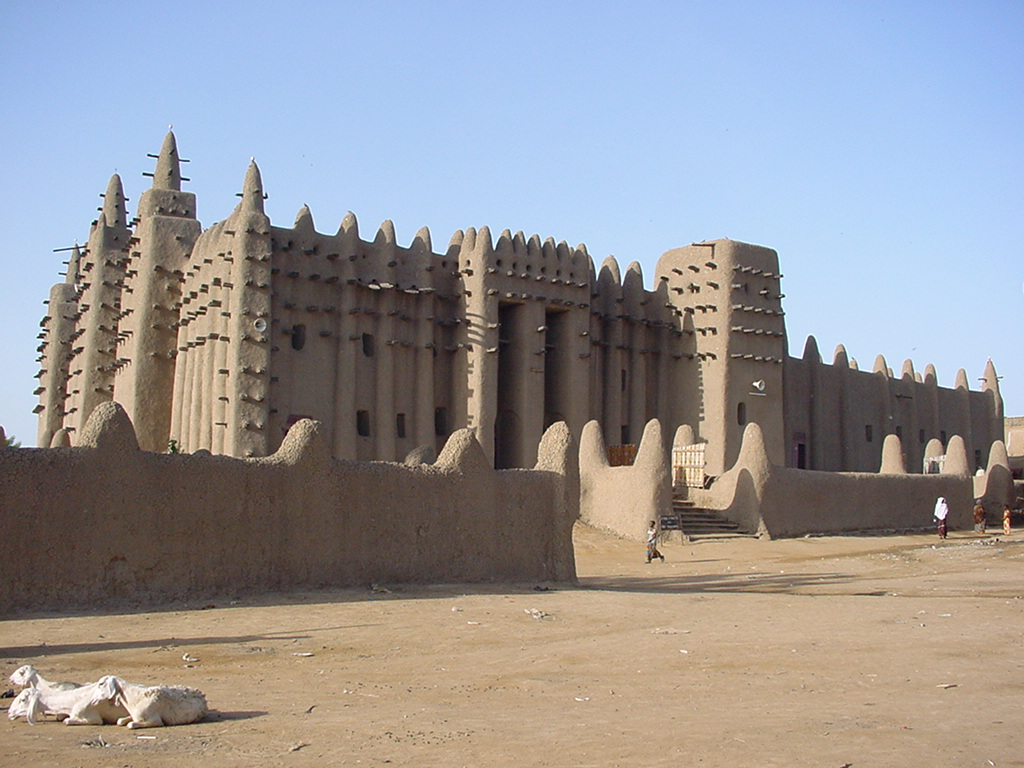
La Grande Mosquée de Djenné, Mali

Il y avait des royaumes et des empires intégrés, avec des villes importantes et des territoires moins organisés avec de grandes populations dispersées. Les peuples pratiquaient l'agriculture, l'élevage, la chasse, la pêche et l'artisanat (métallurgie, textile, céramique). Ils naviguaient le long des rivières et à travers les lacs, faisaient du commerce sur de courtes et de longues distances et utilisaient leurs propres devises.

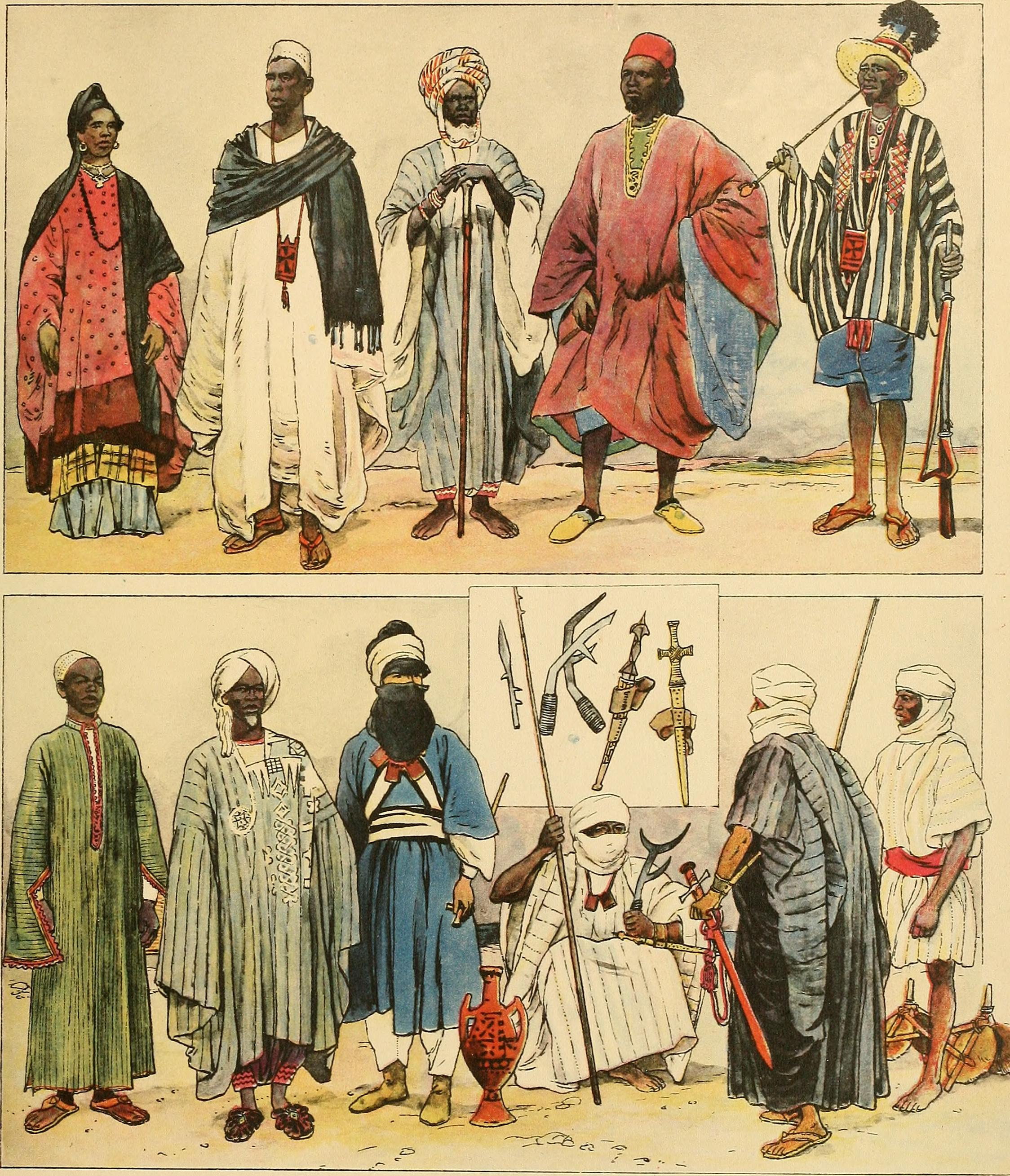
Groupes ethniques au Sahel

- Le premier grand État à s'élever dans cette région fut l'empire du Ghana. Établi au VIIIe siècle sur ce qui est aujourd'hui le Sénégal et la Mauritanie, il fut le premier à bénéficier de l'introduction des bêtes de somme par les commerçants Wolof. Le Ghana domine la région entre 750 et 1078 environ. Les petits États de la région à cette époque comprennent Takrur à l'ouest, le royaume malinké du Mali au sud et les Songhaï centrés sur Gao à l'est.
- Lorsque le Ghana s'effondre face à l'invasion des Almoravides, une série de brefs royaumes s'ensuit, notamment celui des Sosso ; après 1235, l'empire du Mali s’élève pour dominer la région, qui faisait du commerce avec le royaume de Bono à l'extrême sud. Situé sur le fleuve Niger à l'ouest du Ghana dans ce qui constitue aujourd'hui le Niger et le Mali, il atteint son apogée dans les années 1350. En 1400, il a perdu le contrôle de nombreux vassaux[1].
- Le plus puissant de ces États était l'Empire Songhaï, qui se developpe rapidement à partir du roi Sonni Ali Ber dans les années 1460. En 1500, il s’étend du Cameroun au Maghreb, pour constituer le plus grand État de l'histoire africaine. Son territoire diminue ensuite pour ne couvrir plus que la province de Dendi en 1591 à la suite de l'invasion par la dynastie Saadi du Maroc. L'empire s'effondre en 1901 lorsque les Français déposent la dernière askia.
- A l'est, sur le lac Tchad, l'État du Kanem-Bornou, fondé sous le nom de Kanem au IXe siècle, s'impose ensuite dans la région centrale du Sahel. Un peu plus a l'ouest, les cités-États haoussa vaguement unies prennent le dessus. Les deux États coexistaient difficilement, mais restent assez stables.
- En 1810, le califat de Sokoto s’étend et conquiert les Haoussa, créant un État plus centralisé.

## Cartes

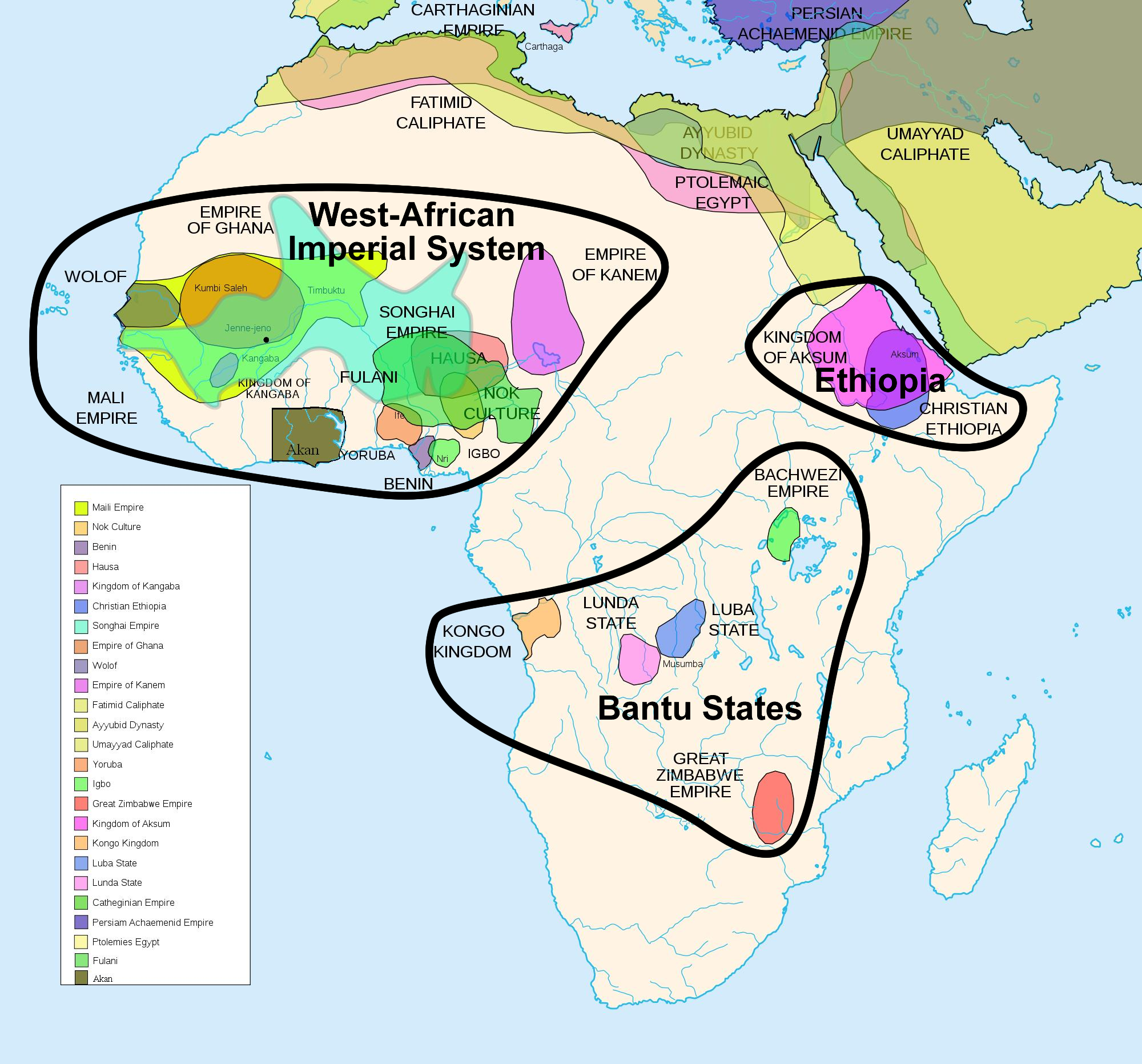
Les États africains entre 500 av. J.-C. et 1500 apr. J.-C.
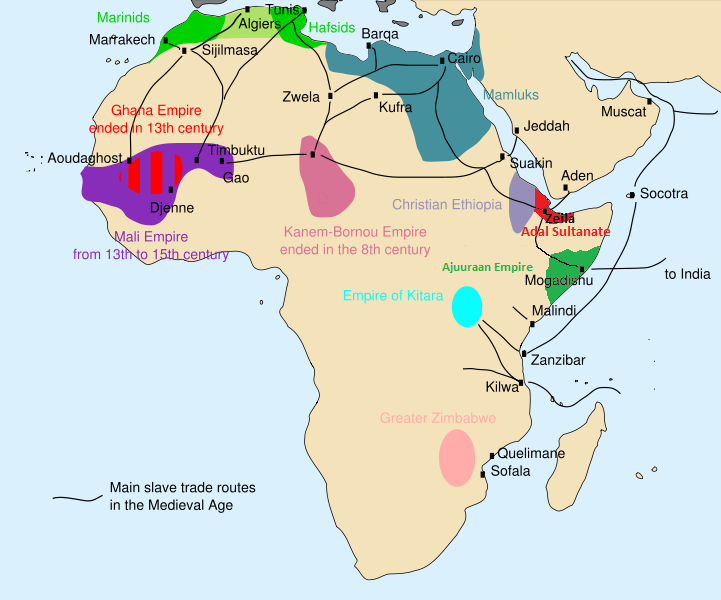
Les principales routes du commerce des esclaves en Afrique au cours de l’époque médiévale.
Les routes commerciales du désert du Sahara entre 1000 et 1500.
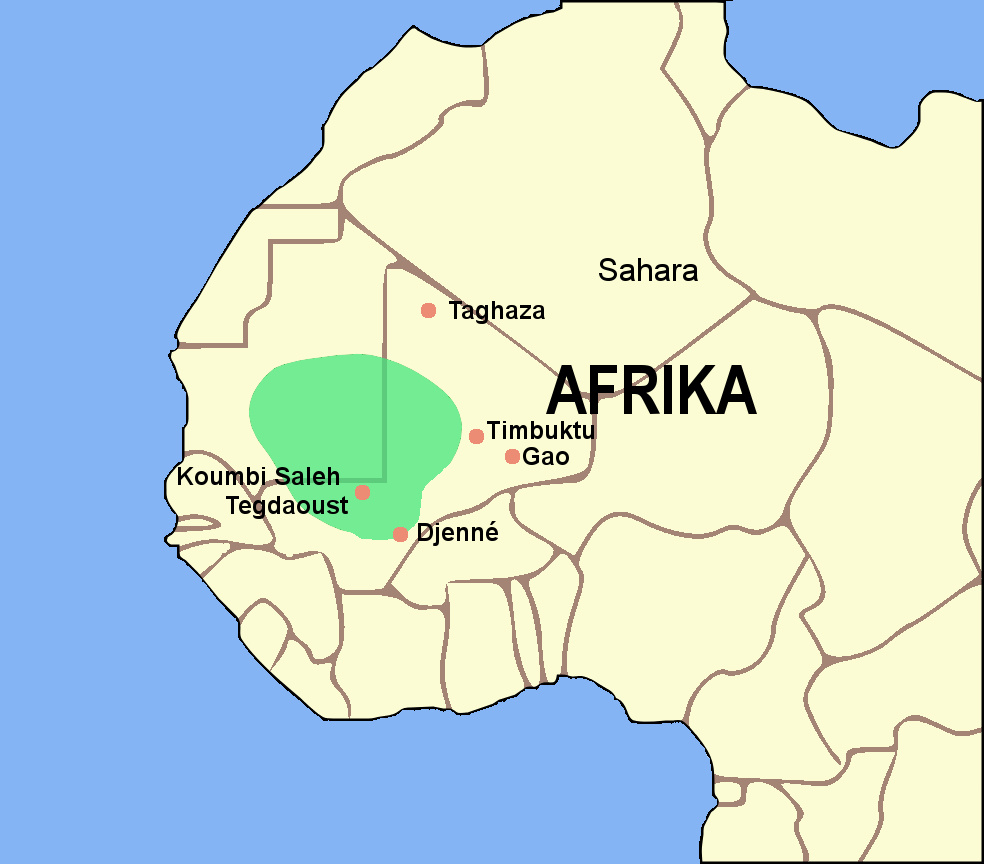
L'empire du Ghana à son apogée en 1050.
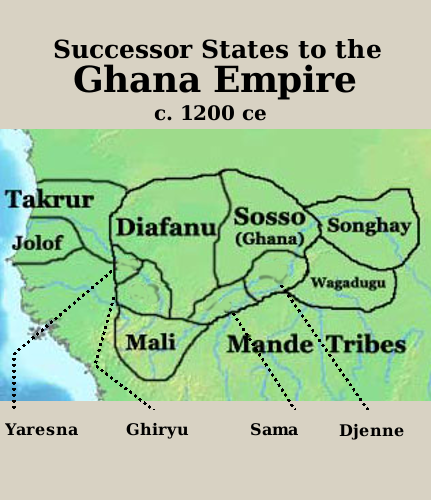
Les États successeurs de l'empire du Ghana en 1200.
Influence de l'empire Kanem en 1200.
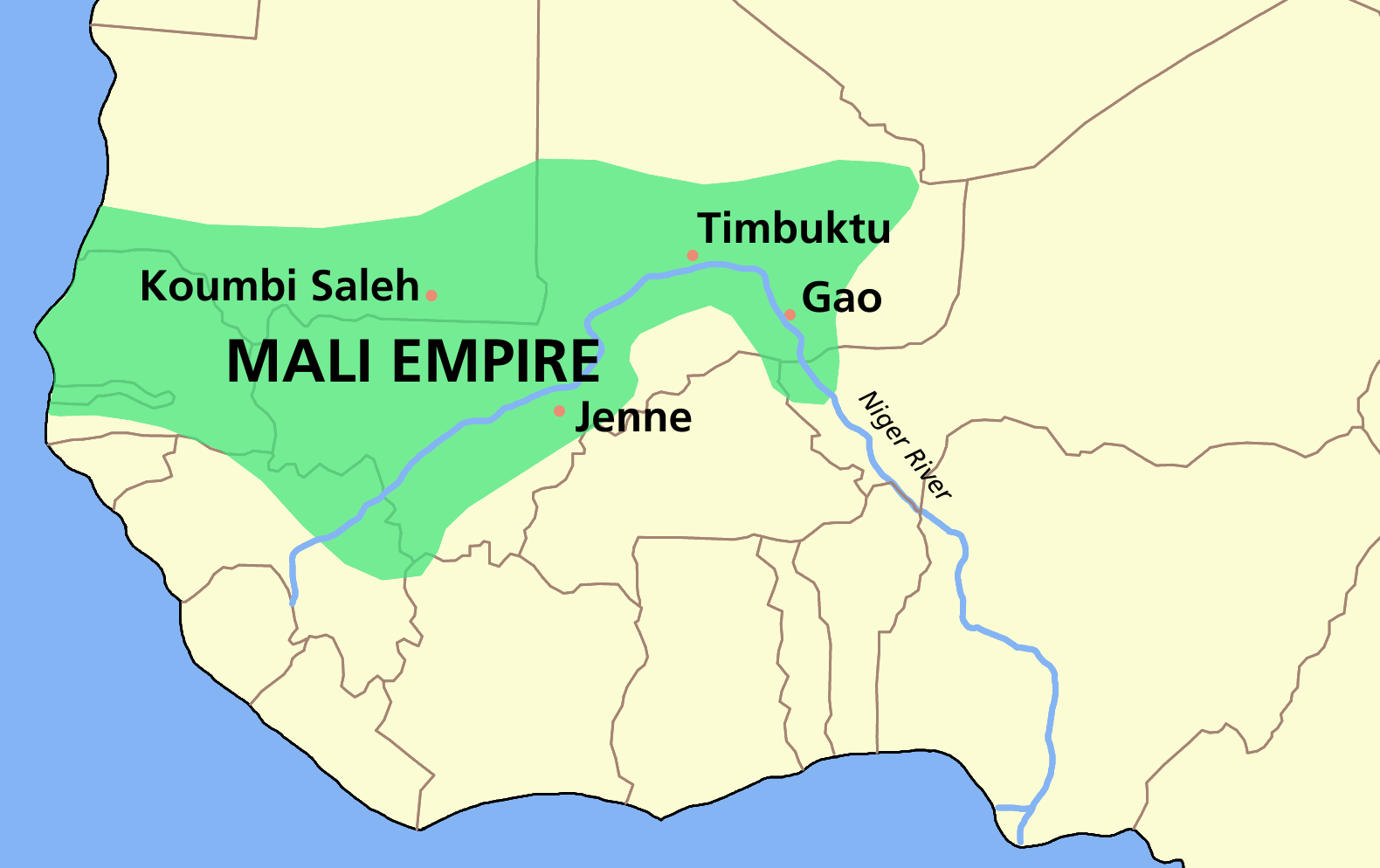
Territoires de l'empire du Mali en 1350.
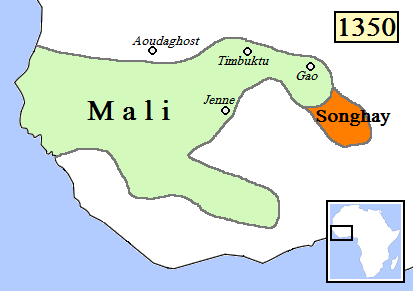
Extension approximative de l'empire du Mali à côté de l'Empire songhaï en 1350.
États constituant de l'empire du Djolof.
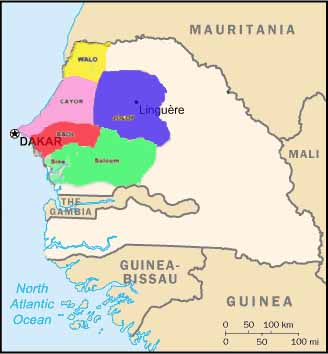
États constituant de l'empire du Djolof en 1400.
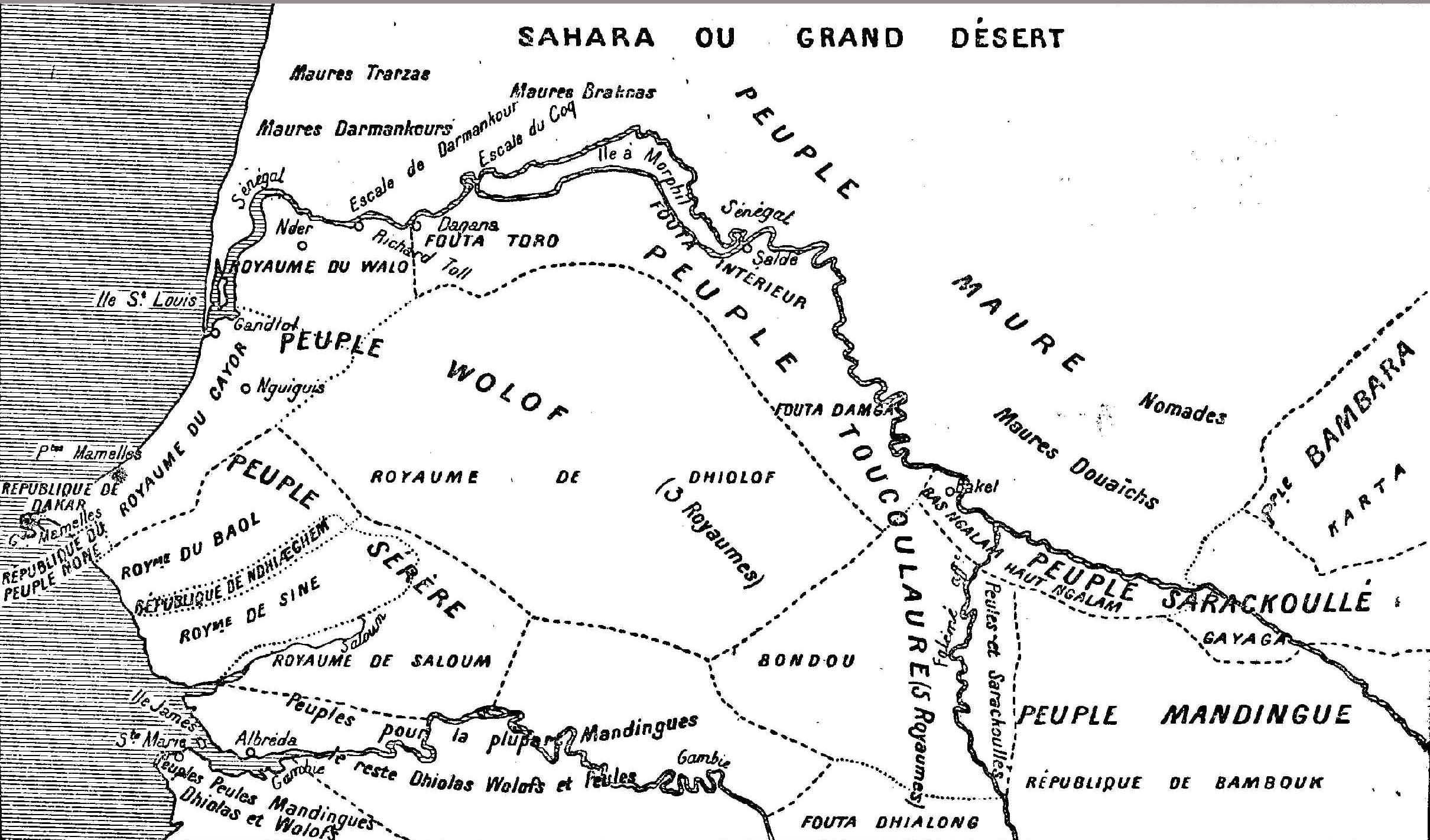
Carte des peuplades du Sénégal de l'abbé Boilat (1853).
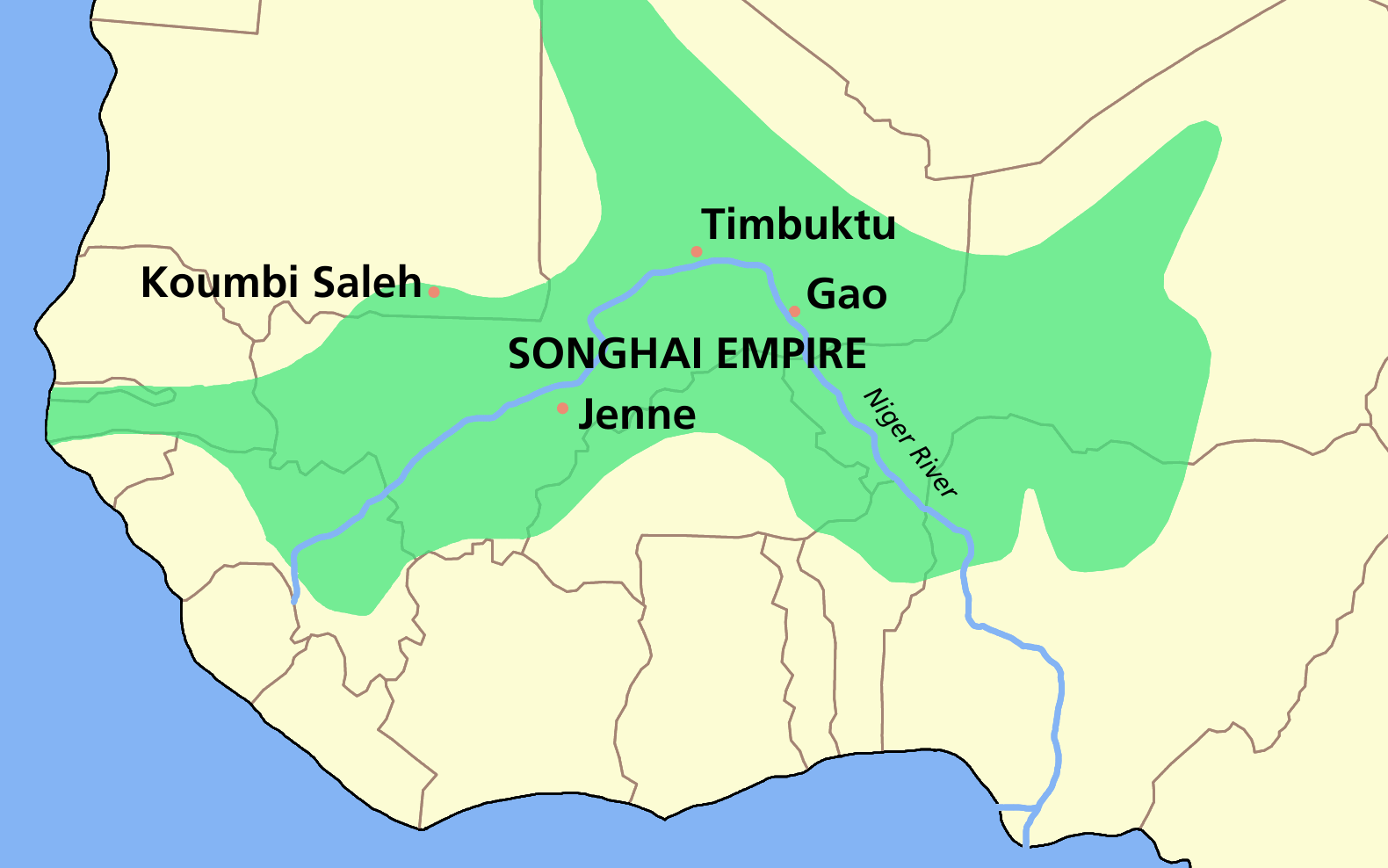
L'empire Songhaï en 1500.
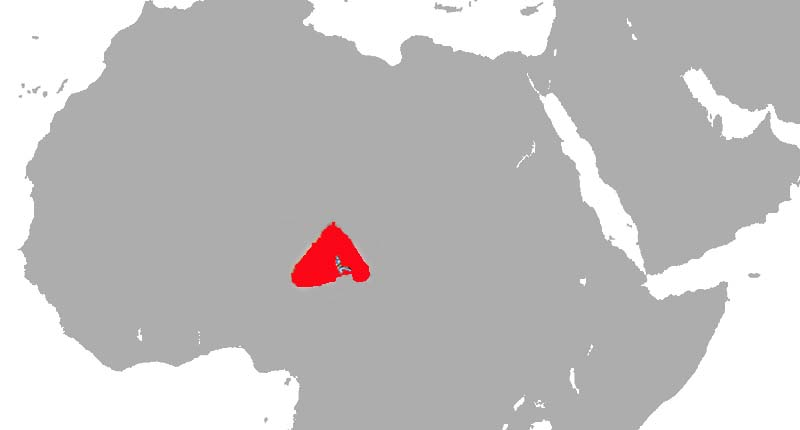
Royaume du Kanem-Bornou en 1500.
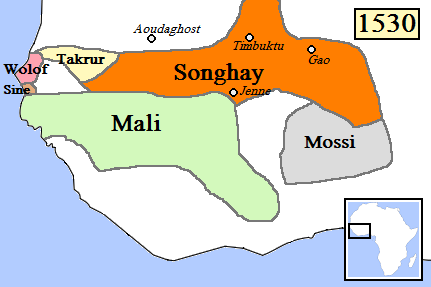
L'empire du Mali et l'empire Songhai et les États alentour en 1530.
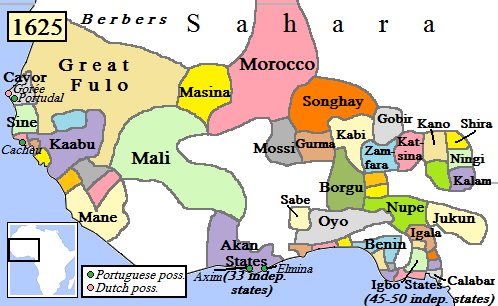
L'Empire du Mali et les États voisins vers 1625.
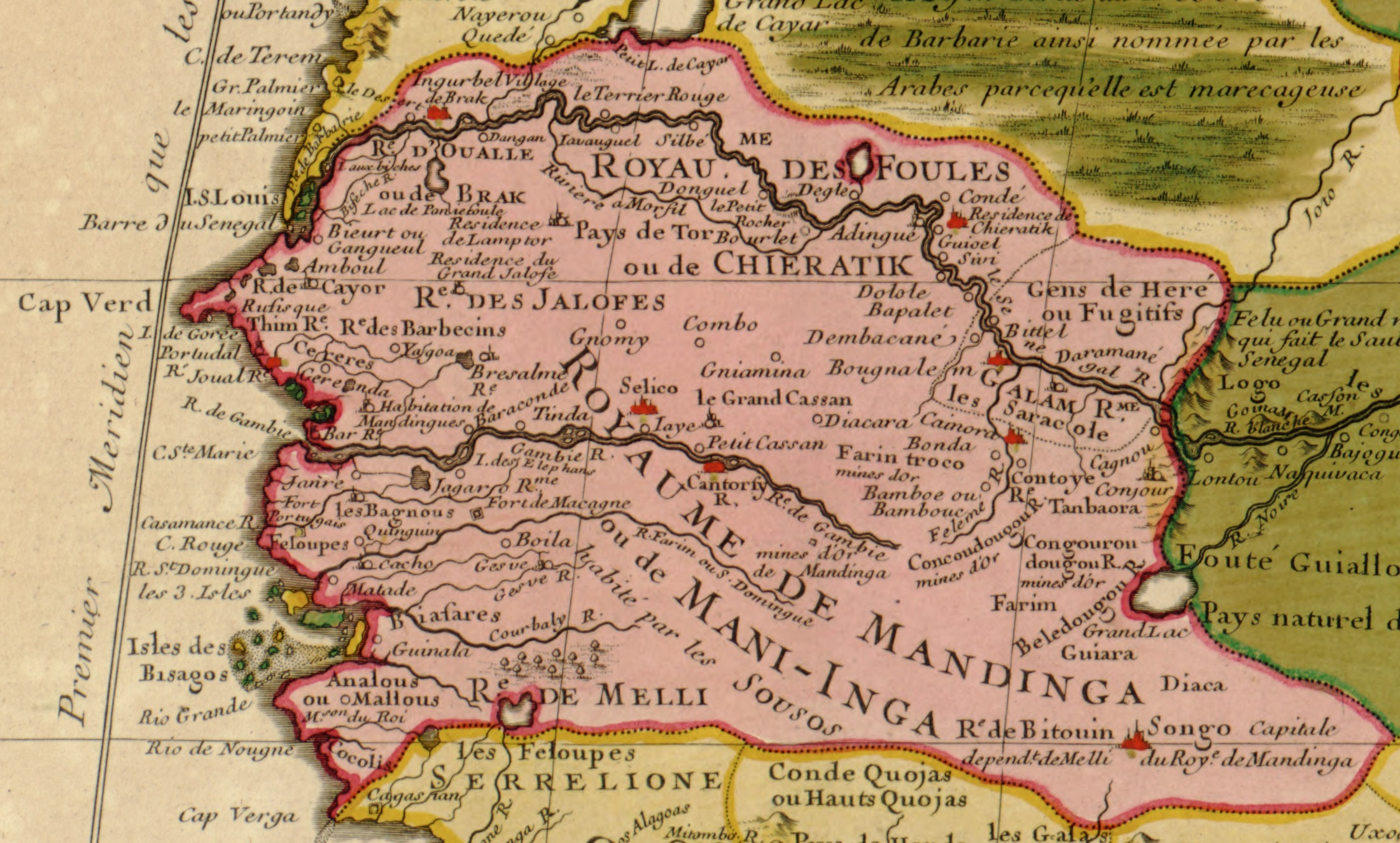
La Sénégambie en 1707.
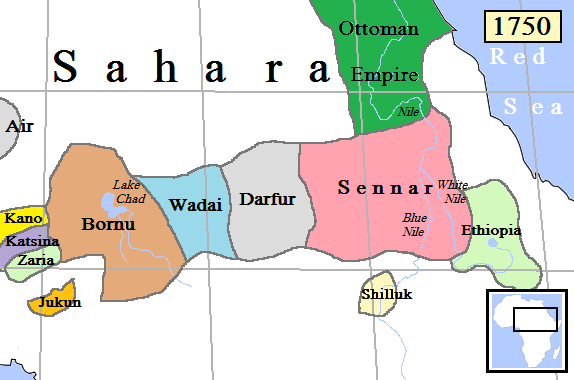
L'Empire bornou et les royaumes sahéliens orientaux vers 1750.
L'étendue de l'Empire bornou vers 1750.
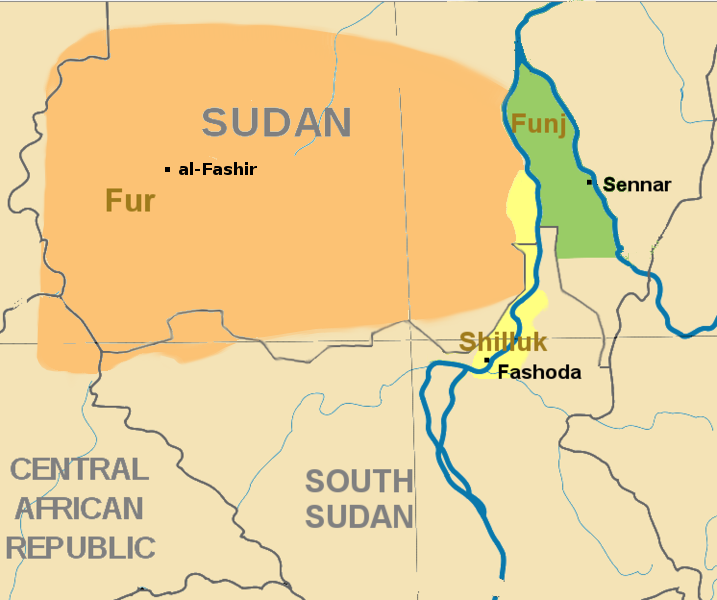
Le royaume shilluk (en jaune) et ses voisins, vers 1800.
L'empire bornou en 1810.
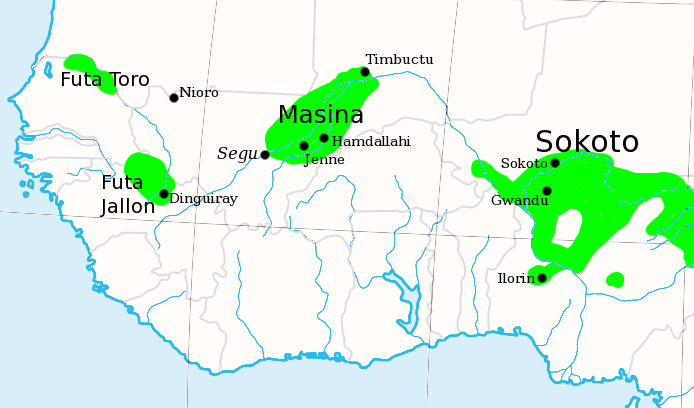
Les États djihadistes peuls vers 1830.
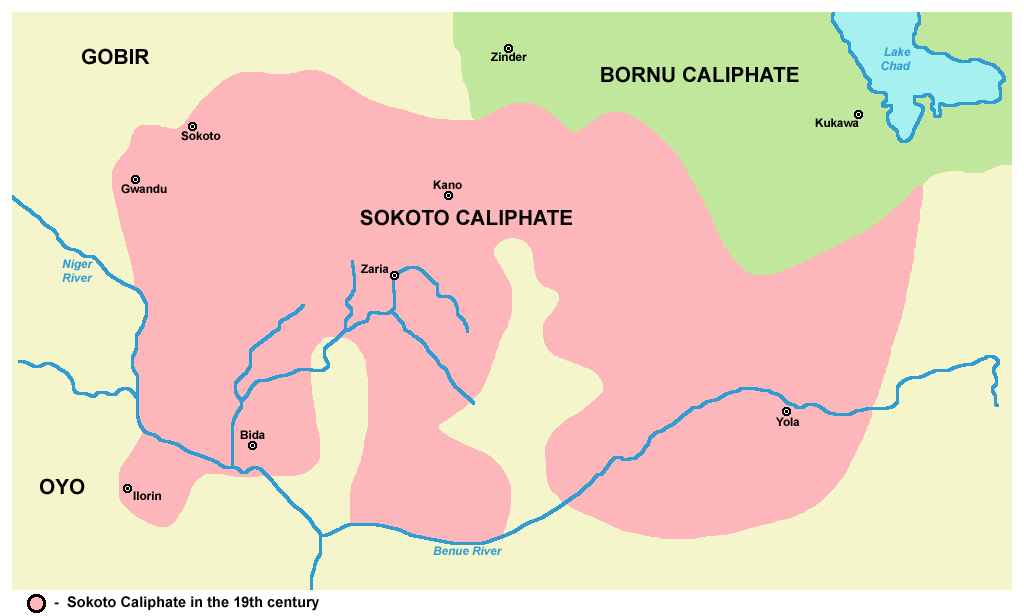
Le Califat de Sokoto au XIXe siècle.
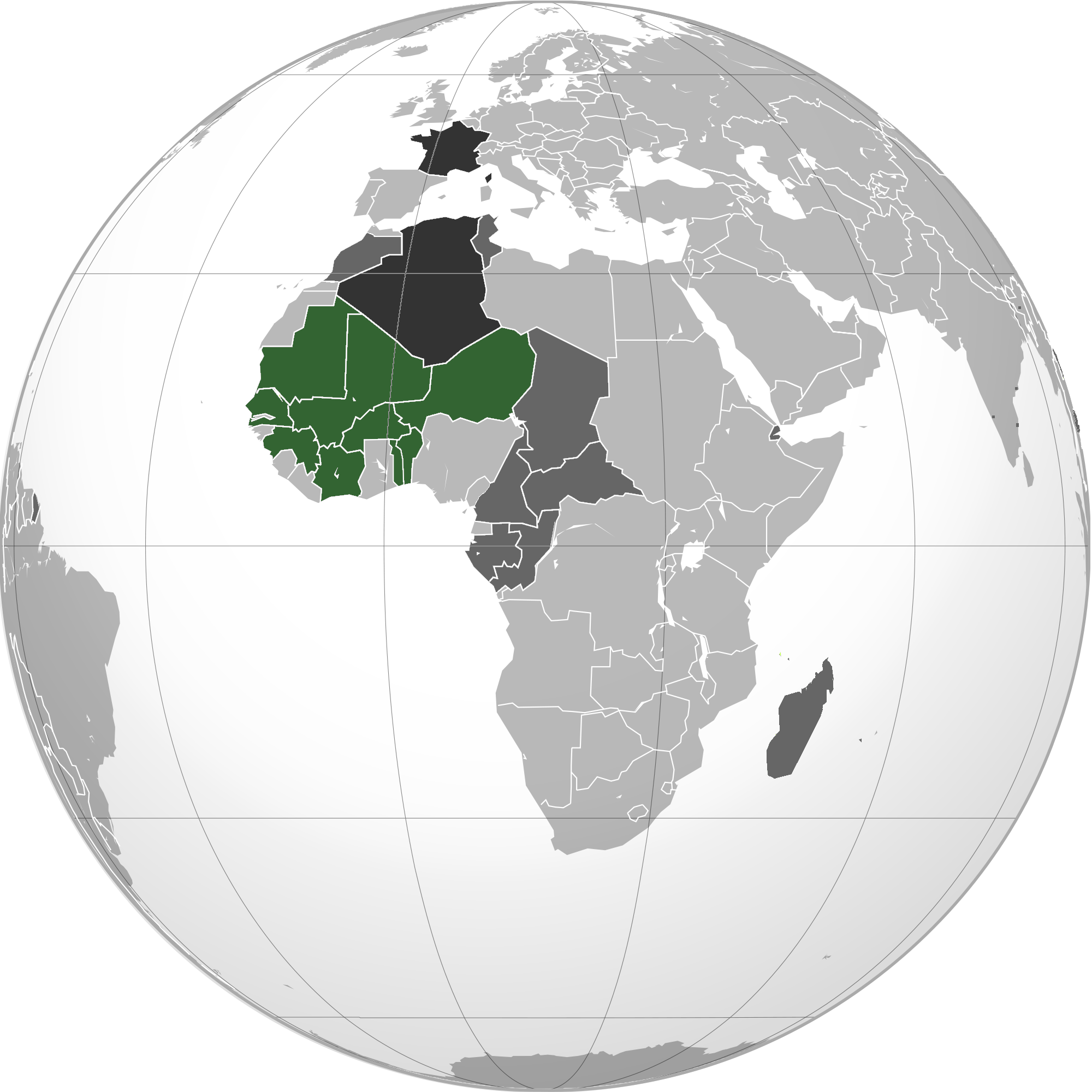
L'Afrique-Occidentale française après la seconde guerre mondiale (en vert), et les autres possessions françaises en gris.